# Pascal Velonjara
Pascal Velonjara, né le 16 janvier 1898 à Tamatave  et mort le 18 novembre 1967 à Tananarive (Madagascar), est un homme politique français.

## Mandats
- Député du Madagascar (1951-1955)